# CARLA
CARLA is een opensource-simulator, bedoeld om onderzoek naar zelfrijdende voertuigen te ondersteunen. Met de software kan een realistische verkeerssituatie worden opgezet en gesimuleerd, waarin een voertuig bestuurd kan worden met als doel om bijvoorbeeld kunstmatige intelligentie voor autonomie te trainen. CARLA maakt het hierbij mogelijk om diverse complexe sensoren te simuleren die gangbaar zijn bij de inzet van zelfrijdende voertuigen.
De software is ontwikkeld door een internationale samenwerking tussen non-profitorganisaties Computer Vision Centre uit Barcelona (Spanje) en Embodied AI Foundation uit Californië. Het project wordt geleid door Germán Ros en Antonion M. López.

## Functionaliteit
De software bevat een fotorealistische renderengine, Unreal Engine 4, en wordt geleverd met enkele stedelijke en landelijke omgevingen, die een diversiteit aan verkeerssituaties bevatten die ook op de openbare weg voorkomen. Het is ook mogelijk om zelf omgevingen te bouwen en te gebruiken in de simulatie, via de OpenDrive-standaard. Via API's is het mogelijk om met de simulatie te interacteren, en kunnen er voertuigen worden geplaatst en bestuurd. Verder bied CARLA gesimuleerde weggebruikers en voetgangers en kan de omgeving, zoals het weer, worden aangepast. Met al deze functies kan CARLA gebruikt worden om bijvoorbeeld neurale netwerken te trainen om een auto zelfstandig over de weg te laten rijden. Verder is de software uitgerust met mogelijkheden om diverse sensoren te simuleren, waaronder extra camera's, depth-maps, radar- en lidarsystemen.